# 博拉隱魚
博拉隱魚（学名：Encheliophis boraborensis），又名博拉潛魚、隱魚，为隱魚科細潛魚屬下的一个种。